# Нанинець Володимир Михайлович
Володимир Михайлович Нанинець (16 липня 1972, с. Вага, Тернопільська область — 9 липня 2022, м. Часів Яр, Донецька область) — український військовослужбовець, старший солдат 24 ОМБр Збройних сил України, учасник російсько-української війни. Кавалер ордена «За мужність» III ступеня (2023, посмертно).

## Життєпис
Володимир Нанинець народився 16 липня 1972 року в селі Вага, нині Підгаєцької громади Тернопільського району Тернопільської области України.
Служив у 24-й окремій механізованій бригаді. Загинув 9 липня 2022 року в м. Часів Яр на Донеччині.

## Нагороди
- орден «За мужність» III ступеня (9 січня 2023, посмертно) — за особисту мужність і самовідданість, виявлені у захисті державного суверенітету та територіальної цілісності України, вірність військовій присязі[1].